# Treffort-Cuisiat
Treffort-Cuisiat és un municipi francès situat al departament de l'Ain i a la regió d'Alvèrnia-Roine-Alps. L'any 2007 tenia 2.003 habitants.

## Demografia

### Població
El 2007 la població de fet de Treffort-Cuisiat era de 2.003 persones. Hi havia 798 famílies de les quals 216 eren unipersonals (104 homes vivint sols i 112 dones vivint soles), 259 parelles sense fills, 283 parelles amb fills i 40 famílies monoparentals amb fills.
La població ha evolucionat segons el següent gràfic:
Habitants censats

### Habitatges
El 2007 hi havia 962 habitatges, 809 eren l'habitatge principal de la família, 101 eren segones residències i 53 estaven desocupats. 812 eren cases i 135 eren apartaments. Dels 809 habitatges principals, 591 estaven ocupats pels seus propietaris, 197 estaven llogats i ocupats pels llogaters i 21 estaven cedits a títol gratuït; 43 tenien una cambra, 36 en tenien dues, 108 en tenien tres, 209 en tenien quatre i 413 en tenien cinc o més. 640 habitatges disposaven pel capbaix d'una plaça de pàrquing. A 310 habitatges hi havia un automòbil i a 418 n'hi havia dos o més.

### Piràmide de població
La piràmide de població per edats i sexe el 2009 era:
| Homes | Edats   | Dones |
| ----- | ------- | ----- |
| 0     | 95 o +  | 0     |
| 4     | 90 a 94 | 4     |
| 12    | 85 a 89 | 28    |
| 8     | 80 a 84 | 12    |
| 28    | 75 a 79 | 32    |
| 36    | 70 a 74 | 36    |
| 36    | 65 a 69 | 52    |
| 40    | 60 a 64 | 52    |
| 36    | 55 a 59 | 28    |
| 64    | 50 a 54 | 72    |
| 104   | 45 a 49 | 64    |
| 88    | 40 a 44 | 56    |
| 56    | 35 a 39 | 72    |
| 80    | 30 a 34 | 56    |
| 88    | 25 a 29 | 68    |
| 64    | 20 a 24 | 44    |
| 44    | 15 a 19 | 68    |
| 60    | 10 a 14 | 48    |
| 44    | 5 a 9   | 72    |
| 68    | 0 a 4   | 56    |

## Economia
El 2007 la població en edat de treballar era de 1.303 persones, 1.025 eren actives i 278 eren inactives. De les 1.025 persones actives 965 estaven ocupades (531 homes i 434 dones) i 60 estaven aturades (24 homes i 36 dones). De les 278 persones inactives 105 estaven jubilades, 94 estaven estudiant i 79 estaven classificades com a «altres inactius».

### Ingressos
El 2009 a Treffort-Cuisiat hi havia 849 unitats fiscals que integraven 2.077,5 persones, la mediana anual d'ingressos fiscals per persona era de 19.758 €.

### Activitats econòmiques
Dels 91 establiments que hi havia el 2007, 2 eren d'empreses extractives, 3 d'empreses alimentàries, 2 d'empreses de fabricació d'elements pel transport, 13 d'empreses de fabricació d'altres productes industrials, 17 d'empreses de construcció, 14 d'empreses de comerç i reparació d'automòbils, 4 d'empreses de transport, 3 d'empreses d'hostatgeria i restauració, 5 d'empreses financeres, 1 d'una empresa immobiliària, 9 d'empreses de serveis, 14 d'entitats de l'administració pública i 4 d'empreses classificades com a «altres activitats de serveis».
Dels 28 establiments de servei als particulars que hi havia el 2009, 1 era una gendarmeria, 1 oficina de correu, 2 tallers de reparació d'automòbils i de material agrícola, 1 autoescola, 2 paletes, 3 guixaires pintors, 3 fusteries, 4 lampisteries, 5 electricistes, 1 perruqueria, 4 restaurants i 1 saló de bellesa.
Dels 6 establiments comercials que hi havia el 2009, 3 eren botiges de menys de 120 m², 1 una botiga de menys de 120 m² i 2 carnisseries.
L'any 2000 a Treffort-Cuisiat hi havia 41 explotacions agrícoles que ocupaven un total de 1.404 hectàrees.

## Equipaments sanitaris i escolars
L'únic equipament sanitari que hi havia el 2009 era una farmàcia.
El 2009 hi havia una escola elemental.

## Poblacions més properes
El següent diagrama mostra les poblacions més properes.